# Elsie Nilsson
Elsie Nilsson, en svensk friidrottare (höjdhopp) som tävlade för IK Finish. 